# (34720) 2001 PH54
2001 PH54 (asteroide 34720) é um asteroide da cintura principal. Possui uma excentricidade de 0.05970420 e uma inclinação de 2.33240º.
Este asteroide foi descoberto no dia 14 de agosto de 2001 por NEAT em Haleakala.